# Ciornei
Ciornei – wieś w Rumunii, w okręgu Neamț, w gminie Oniceni. W 2011 roku liczyła 64 mieszkańców.